# Gelasma subtaminata
Gelasma subtaminata là một loài bướm đêm trong họ Geometridae.